# Virus de la fasciation de la pomme de terre
Pomovirus solani
Espèce
Synonymes
- Potato mop-top virus (ICTV, 1991)
- Potato mop top virus (ICTV, 1987)

Le virus de la fasciation de la pomme de terre ou PMTV (sigle de Potato mop-top virus), nom scientifique Pomovirus solani, est un phytovirus pathogène, qui est l'espèce-type du genre Pomovirus, de la famille des Virgaviridae. C'est un organisme nuisible pour les cultures de pomme de terre, à répartition cosmopolite. Il est transmis par Spongospora subterranea f.sp. subterranea J.A. Toml., qui est un protiste, agent de la gale poudreuse de la pomme de terre.

## Référence biologique
- (en) ICTV : Potato mop-top virus  (consulté le 28 février 2021)